# Conquistador

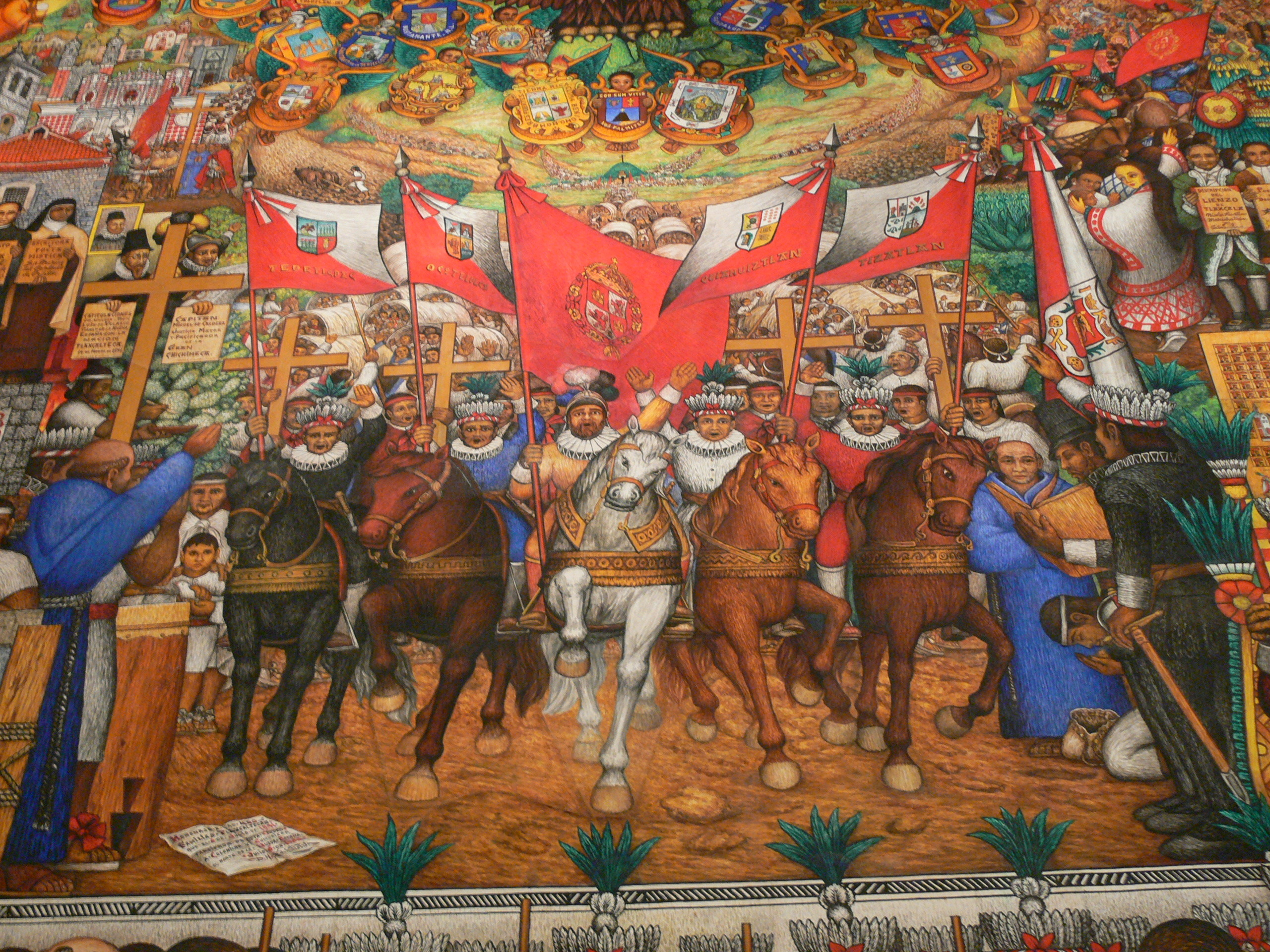
Conquistadorernas första möte med Tlaxcala.

Conquistador eller konkvistador, från spanskans och portugisiskans ord för "erövrare", kallades de iberiska äventyrare, krigare och upptäckare som under 1400–1600-talen lade stora delar av Syd- och Centralamerika under spanskt och portugisiskt styre, som annars var bebott av folk från flera mesoamerikanska kulturer.
Termen kan anknytas till reconquistan, alltså kampen för att återerövra hela den iberiska halvön från morerna, vilken varade 711–1492.

## Välkända conquistadorer
- Juan Ponce de León (Puerto Rico, Florida)
- Diego Velázquez de Cuéllar (Kuba)
- Vasco Núñez de Balboa (Darien, Panama)
- Hernán Cortés (Mexiko)
- Francisco Pizarro (Inkariket)
- Pedro de Mendoza (Río de la Plata)
- Gaspar de Portolà (Kalifornien)
- Pedro Menendez de Aviles (Florida)

## Andra conquistadorer
- Ñuflo de Chaves (Paraguay, Bolivia)
- Miguel Cornejo (Peru)
- Diego de Almagro (Peru, Chile)
- Pedro de Alvarado (Mexiko)
- Lucas Vázquez de Ayllón
- Sebastián de Benalcázar
- Álvar Núñez Cabeza de Vaca (Nordamerika)
- Francisco Hernández de Córdoba (Mexiko)
- Francisco Vázquez de Coronado (Nordamerika)
- Juan de Grijalva (Mexiko)
- Gonzalo Jiménez de Quesada
- Francisco de Montejo (Mexiko)
- Pánfilo de Narváez (Mexiko)
- Diego de Nicuesa
- Alonso de Ojeda (Curaçao)
- Cristóbal de Olid
- Francisco de Orellana
- Hernando Pizarro (Peru)
- Gonzalo Pizarro (Peru)
- Juan Pizarro (Peru)
- Hernando de Soto (Peru och Nordamerika)
- Martin de Ursua
- Pedro de Valdivia (Chile)